# 托卡里夫卡 (庫皮揚斯克區)
49°47′24″N 37°54′27″E / 49.79000°N 37.90750°E
托卡里夫卡（烏克蘭語：Токарівка）是位於烏克蘭東部的村莊，由哈爾科夫州庫皮揚斯克區的德沃里奇纳市镇負責管轄。該村始建於1925年，面積0.88平方公里，海拔高度165米，2001年人口501，人口密度每平方公里568人。